# 8461 Sammiepung
8461 Sammiepung è un asteroide della fascia principale. Scoperto nel 1981, presenta un'orbita caratterizzata da un semiasse maggiore pari a 2,6507090 UA e da un'eccentricità di 0,1698167, inclinata di 4,90962° rispetto all'eclittica.